# 胡侃
胡侃，宋朝政治人物。
胡侃曾于1119年接替黄昌衡任华亭县知县一职，1121年由鲍贻愿接任。